# Cuterebra polita
Cuterebra polita är en tvåvingeart som beskrevs av Daniel William Coquillett 1898. Cuterebra polita ingår i släktet Cuterebra och familjen styngflugor. Inga underarter finns listade i Catalogue of Life.